# Peito
Peito o Pito (in greco antico: Πειθώ?, Peithṓ) è la divinità o daimona della mitologia greca personificante la persuasione (la quale è «auspicabile nelle relazioni amorose» ed è denominata presso i Romani Suada o Suadela), della seduzione e della "persuasione retorica".
Spesso compare, con le Cariti, tra le divinità che accompagnano Afrodite. Gli altri due geni a lei associati sono Eros e Himeros.
Peito era anche uno dei Gamelii, le cinque divinità che presiedevano i matrimonii (le altre quattro erano Zeus, Era, Afrodite e Artemide)

## Genealogia
Secondo la teogonia di Esiodo Peito è una delle Oceanine, figlia del titano Oceano e della titanide Teti. Si sarebbe unita con Argo.
Euripide nell'Oreste la dice moglie di Foroneo e madre di Egialeo e Api. Nonno la considera invece la sposa del dio Ermes
In altre fonti, Peito passava per essere nata dagli amori del Tempo (Crono) e di Astarte (Afrodite), oppure da quelli di Afrodite e di Ermes.
Indicata da Eschilo come la figlia di Ate, Alcmane la nomina come sorella di Tiche ed Eunomia.

## Astronomia
Da tale figura viene il nome di 118 Peitho, un asteroide.

### Fonti
- Eschilo, Agamennone, 385 ss.
- Esiodo, Teogonia, 349
- Pausania, Periegesi della Grecia, I, 22,3

### Moderna
- Robert Graves, I miti greci, Milano, Longanesi, ISBN 88-304-0923-5.
- Anna Ferrari, Dizionario di mitologia, Litopres, UTET, 2006, ISBN 88-02-07481-X.
- Pierre Grimal, Enciclopedia della mitologia 2ª edizione, Brescia, Garzanti, 2005, ISBN 88-11-50482-1. Traduzione di Pier Antonio Borgheggiani